# Winchester (Connecticut)
Winchester è un comune di 10.857 abitanti degli Stati Uniti d'America, situato nella Contea di Litchfield nello Stato del Connecticut.